# Andrij Bandera
Andrij Mychajlovič Bandera (in ucraino Андрій Михайлович Бандера?; Stryj, 11 gennaio 1882 – Kiev, 10 luglio 1941) è stato un presbitero e politico ucraino.
Sacerdote greco-cattolico, fu membro del Consiglio nazionale dell'Ucraina Occidentale. Subì la persecuzione anticristiana in Unione Sovietica ed è ricordato come padre del politico Stepan Bandera.

## Biografia
Dopo il diploma liceale a Stryj (1905), nel 1907 conseguì la laurea in teologia all'Università di Leopoli. Prese parte attivamente alla vita sociale e politica della Galizia, fu membro della Società Ševčenko e del Partito democratico nazionale, svolgendo campagna elettorale nelle elezioni al Reichsrat e alla Dieta di Galizia e Lodomiria.

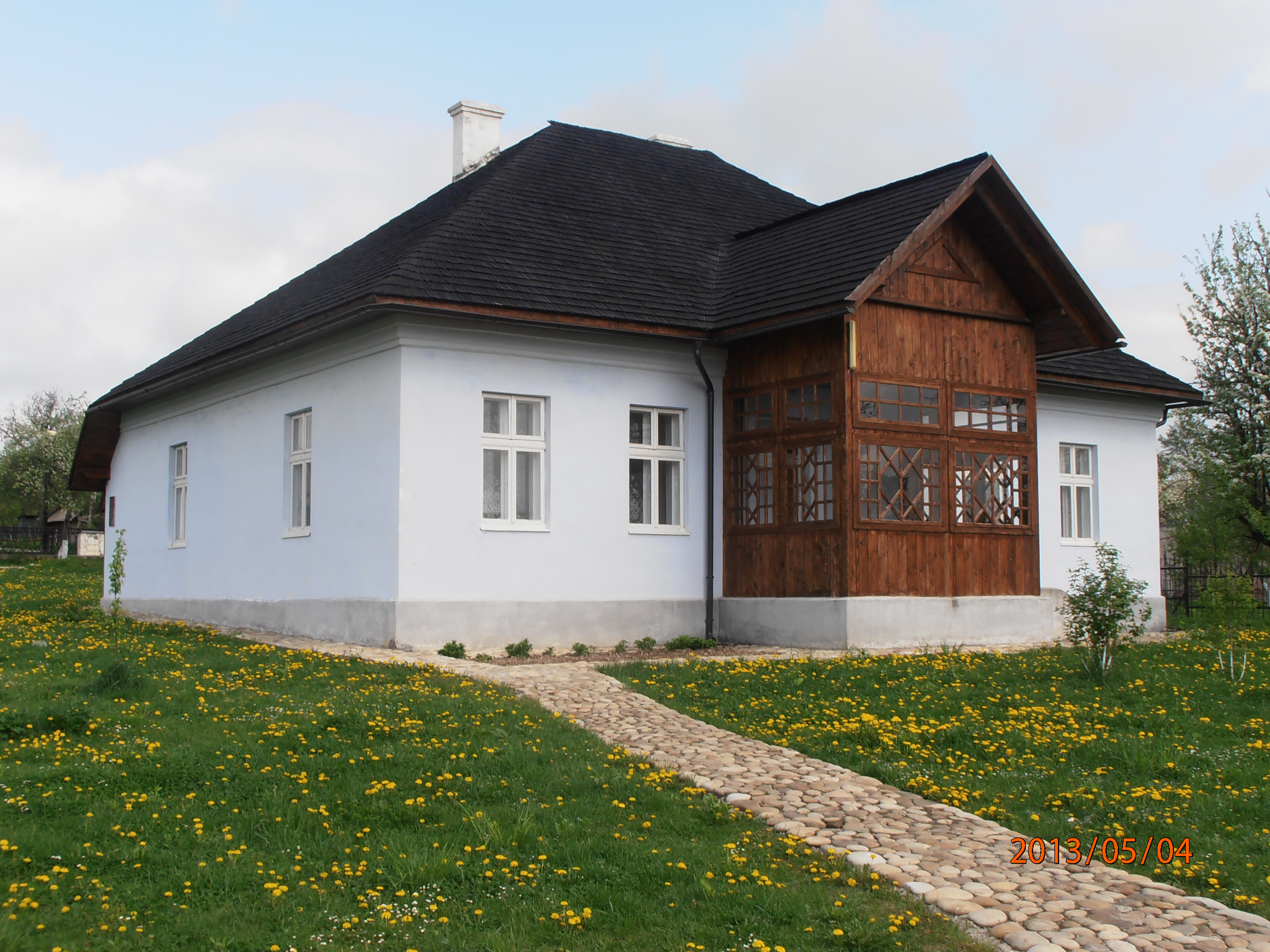
La casa di Andrij Bandera a Staryj Uhryniv

Nel 1906 convolò a nozze con Myroslava Glodzins'ka, divenne parroco di Staryj Uhryniv e nel 1913 anche di Berežnycja.
La famiglia Bandera non possedeva alloggio e viveva in una canonica della Chiesa greco-cattolica ucraina. Secondo l'autobiografia di Stepan Bandera, nella grande e affiatata famiglia regnava «un'atmosfera di patriottismo ucraino e di vivo interesse culturale nazionale, politico e pubblico».
Andrij fu nazionalista convinto e crebbe i suoi figli nello stesso spirito. In visita da lui si recavano spesso parenti e amici a loro volta attivi nella vita politica nazionale degli ucraini di Galizia. Tra questi furono Pavlo Glodzins'kyj (uno dei fondatori della principale organizzazione economica ucraina, Maslosojuz), Jaroslav Veselovs'kyj (deputato al parlamento austroungarico), il famoso scultore Mychajlo Havrylko e altri. La famiglia possedeva una grande biblioteca, e l'attività di padre Andrij con l'aiuto dei suoi ospiti permise di creare a Staryj Uhryniv la sala lettura della società Prosvita e il gruppo di studio Rodnaja škola..
Nel 1917-1918 Bandera fu tra gli organizzatori dell'insurrezione ucraina nel distretto di Kaluš e fu coinvolto nella formazione di gruppi armati di abitanti del circondario. Nel 1919 fu eletto rappresentante al Consiglio nazionale dell'Ucraina occidentale per il raion di Kaluš. Scoppiata la guerra polacco-ucraina, fu incorporato nell'Armata ucraina di Galizia (UHA) in qualità di cappellano militare del 9º reggimento, 3ª brigata, 2ª divisione, prendendo parte alle battaglie della Riva destra contro l'Armata Rossa e le truppe del generale Denikin. Dopo la sconfitta tornò parroco a Staryj Uhryniv.
Nel 1928, dopo aver tenuto una funzione in suffragio dei caduti della Legione ucraina, contro di lui fu aperto un procedimento penale con l'accusa di propaganda antigovernativa e turbamento dell'ordine pubblico (caso chiuso nel 1929 per insufficienza di prove).
Nel 1930, Bandera e suo figlio Stepan furono arrestati per aver preparato un incontro del metropolita Andrej con i fedeli, e in seguito rilasciati. Nel 1931 fu avviata una nuova indagine sugli scontri tra cattolici di rito romano e greco, questi ultimi guidati da Andrij Bandera; il caso fu chiuso nel 1933.

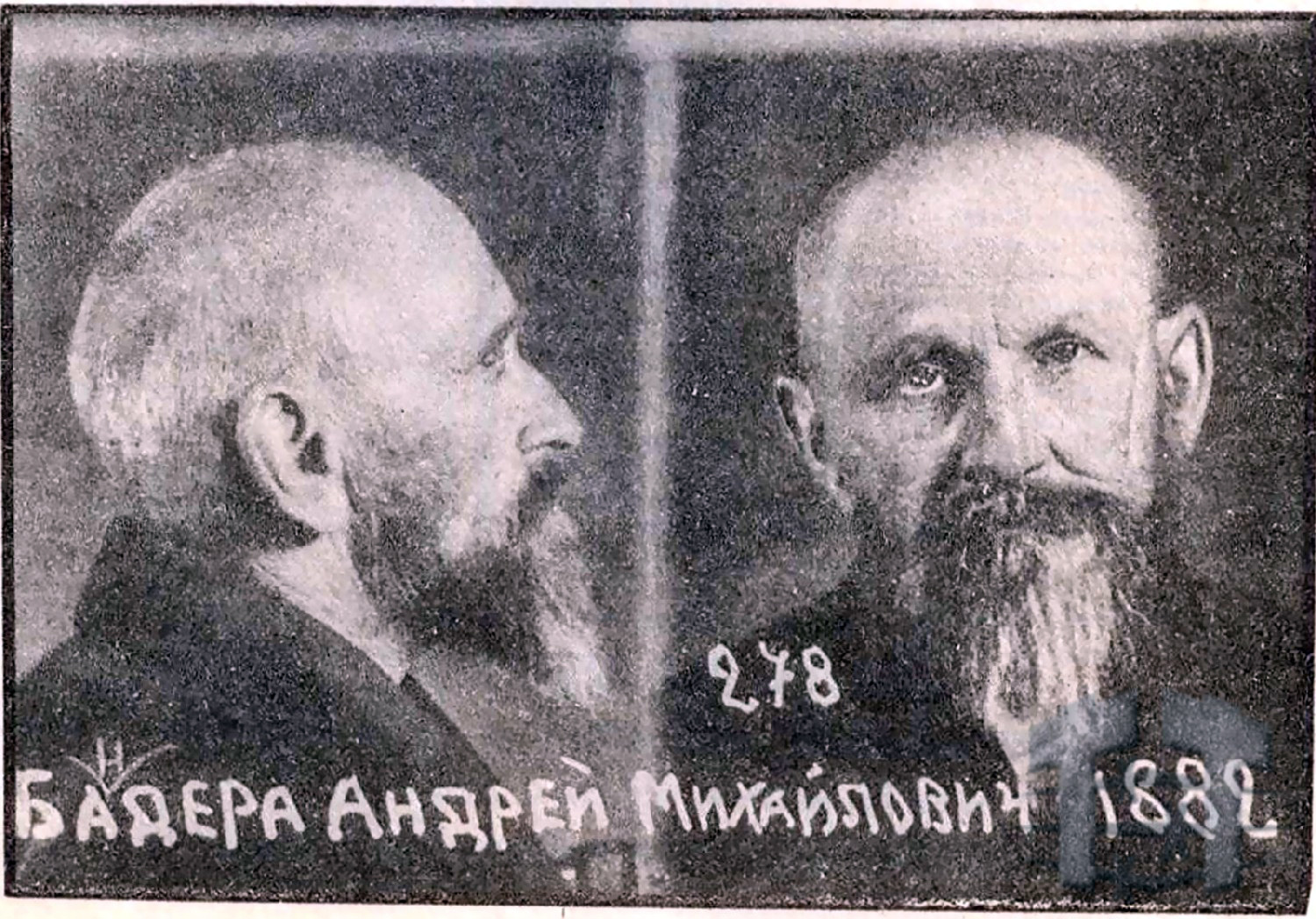
Andrij Bandera dopo l'arresto da parte del NKVD

Annessa l'Ucraina occidentale all'Ucraina sovietica, nel settembre 1939 l'OUN si offrì più volte di espatriare Andrij con i suoi figli, ma egli rifiutò per non abbandonare la parrocchia. Il 22 maggio 1941, Bandera e due delle sue figlie, Marta e Oksana, furono arrestati e tradotti a Stanislav. Cinque giorni dopo vennero trasferiti a Kiev presso la 3ª direzione del Commissariato per gli affari interni. Nei confronti di Bandera fu emessa sentenza in base all'art. 58 del codice penale sovietico per attività controrivoluzionaria, con condanna alla fucilazione, che ebbe luogo il 10 luglio 1941.
Fu riabilitato nel 1992. La sua tomba è ignota.